# Médiclub
Ne doit pas être confondu avec Club Med.
Le Médiclub est une alliance de services de renseignement créée par la Direction générale de la sécurité extérieure (DGSE) en 1982 et rassemblant à l'origine le Centre supérieur d'information de la Défense (CESID) espagnol, le Service des renseignements et de la sécurité militaire (SISMI) italien, et les services tunisiens et marocains.